# Стригин, Иван Алексеевич
Иван Алексеевич Стригин (28 мая 1905, Бузулукский уезд, Самарская губерния — 8 января 1990, Москва) — советский государственный и хозяйственный деятель.

## Биография
Родился в 1905 году в селе Перовка. Член КПСС.
С 1923 года — на хозяйственной работе.
В 1923—1974 гг. :
- рабочий-металлург,
- выпускник Московского института цветных металлов и золота,
- начальник Карсакпайской обогатительной фабрики,
- главный инженер Карсакпайского медеплавильного комбината,
- начальник обогатительной фабрики комбината,
- директор института «Гинцветмет»,
- первый заместитель министра цветной металлургии СССР,
- начальник Отдела цветной металлургии Госплана СССР,
- начальник управления цветной металлургии Совнархоза РСФСР,
- первый заместитель министра цветной металлургии СССР.

За усовершенствование технологического процесса производства металла был как руководитель работы удостоен Сталинской премии 1951 года.
Умер в Москве в 1990 году.

## Избранные труды
- Стригин И. А. Материал к лекции на тему «40 лет развития цветной металлургии СССР» / Всесоюз. о-во по распространению полит. и науч. знаний. — М. : Б. и., 1957. — 18 с.
- Стригин И. А. Проблемы цветной металлургии. — М. : Знание, 1976. — 62 с. — (Новое в жизни, науке, технике. Серия «Техника» ; № 7).
- Стригин И. А. Состояние и основные направления развития обогащения руд цветных металлов / М-во цвет. металлургии СССР. Центр. науч.-исслед. ин-т информации и техн.-экон. исследований цвет. металлургии. — М. : [Ин-т «Цветметинформация»], 1974. — 35 с.
- Стригин И. А. Технический прогресс цветной металлургии в семилетке / Всесоюз. о-во по распространению полит. и науч. знаний. — М. : Знание, 1959. — 31 с. — ([Серия 4. Наука и техника ; 25])

## Комментарии
1. ↑  Казённая деревня Перовка 2-го стана Бузулукского уезда располагалась по левую сторону почтового тракта из Бузулука в Самару в 44 км от Бузулука[1] и насчитывала в 1859 году 162 двора (1267 жителей)[2]; не сохранилась, ныне — территория Ташлинского района Оренбургской области.